# (35028) 1981 ET21
1981 ET21 (asteroide 35028) é um asteroide da cintura principal. Possui uma excentricidade de 0.21421840 e uma inclinação de 4.98815º.
Este asteroide foi descoberto no dia 2 de março de 1981 por Schelte J. Bus em Siding Spring.